# بورت لينكولن
بورت لينكولن هي بلدة، تقع في جنوب أستراليا، بلغ عدد سكانها 14,120  نسمة وذلك حسب إحصائيات سنة 2016، تبلغ مساحتها 24.9 كيلومتر مربع، رمزها البريدي هو 5606.

## المناخ
يظهر الجدول التالي التغييرات المناخية على مدار السنة لبورت لينكولن:
| البيانات المناخية لـبورت لينكولن  | البيانات المناخية لـبورت لينكولن | البيانات المناخية لـبورت لينكولن | البيانات المناخية لـبورت لينكولن | البيانات المناخية لـبورت لينكولن | البيانات المناخية لـبورت لينكولن | البيانات المناخية لـبورت لينكولن | البيانات المناخية لـبورت لينكولن | البيانات المناخية لـبورت لينكولن | البيانات المناخية لـبورت لينكولن | البيانات المناخية لـبورت لينكولن | البيانات المناخية لـبورت لينكولن | البيانات المناخية لـبورت لينكولن | البيانات المناخية لـبورت لينكولن |
| الشهر                             | يناير                            | فبراير                           | مارس                             | أبريل                            | مايو                             | يونيو                            | يوليو                            | أغسطس                            | سبتمبر                           | أكتوبر                           | نوفمبر                           | ديسمبر                           | المعدل السنوي                    |
| --------------------------------- | -------------------------------- | -------------------------------- | -------------------------------- | -------------------------------- | -------------------------------- | -------------------------------- | -------------------------------- | -------------------------------- | -------------------------------- | -------------------------------- | -------------------------------- | -------------------------------- | -------------------------------- |
| الدرجة القصوى °م (°ف)             | 48.3 (118.9)                     | 44.4 (111.9)                     | 42.4 (108.3)                     | 39.5 (103.1)                     | 32.7 (90.9)                      | 27.3 (81.1)                      | 24.1 (75.4)                      | 31.2 (88.2)                      | 34.0 (93.2)                      | 38.2 (100.8)                     | 45.8 (114.4)                     | 43.7 (110.7)                     | 48.3 (118.9)                     |
| متوسط درجة الحرارة الكبرى °م (°ف) | 26.1 (79.0)                      | 26.0 (78.8)                      | 24.2 (75.6)                      | 22.2 (72.0)                      | 19.6 (67.3)                      | 16.8 (62.2)                      | 16.0 (60.8)                      | 16.8 (62.2)                      | 18.7 (65.7)                      | 20.9 (69.6)                      | 23.1 (73.6)                      | 24.7 (76.5)                      | 21.3 (70.3)                      |
| متوسط درجة الحرارة الصغرى °م (°ف) | 15.8 (60.4)                      | 16.2 (61.2)                      | 14.6 (58.3)                      | 12.2 (54.0)                      | 10.5 (50.9)                      | 8.6 (47.5)                       | 7.5 (45.5)                       | 7.1 (44.8)                       | 8.0 (46.4)                       | 9.6 (49.3)                       | 12.2 (54.0)                      | 14.0 (57.2)                      | 11.4 (52.5)                      |
| أدنى درجة حرارة °م (°ف)           | 8.5 (47.3)                       | 8.6 (47.5)                       | 7.1 (44.8)                       | 5.1 (41.2)                       | 3.0 (37.4)                       | 1.5 (34.7)                       | −0.3 (31.5)                      | 1.3 (34.3)                       | 0.1 (32.2)                       | 2.3 (36.1)                       | 4.1 (39.4)                       | 5.2 (41.4)                       | −0.3 (31.5)                      |
| الهطول مم (إنش)                   | 15.2 (0.60)                      | 17.0 (0.67)                      | 20.0 (0.79)                      | 20.8 (0.82)                      | 44.2 (1.74)                      | 63.3 (2.49)                      | 57.4 (2.26)                      | 47.8 (1.88)                      | 40.4 (1.59)                      | 24.8 (0.98)                      | 17.5 (0.69)                      | 18.3 (0.72)                      | 390.0 (15.35)                    |
| المصدر:                           |                                  |                                  |                                  |                                  |                                  |                                  |                                  |                                  |                                  |                                  |                                  |                                  |                                  |

## مدن توأم
المدن التوأم:
- لنكولن.

## أعلام
- إدي بيتس